# 120460 Hambach
120460 Hambach è un asteroide della fascia principale. Scoperto nel 1990, presenta un'orbita caratterizzata da un semiasse maggiore pari a 2,3724331 UA e da un'eccentricità di 0,2455635, inclinata di 3,39537° rispetto all'eclittica.